# John Frostbrug

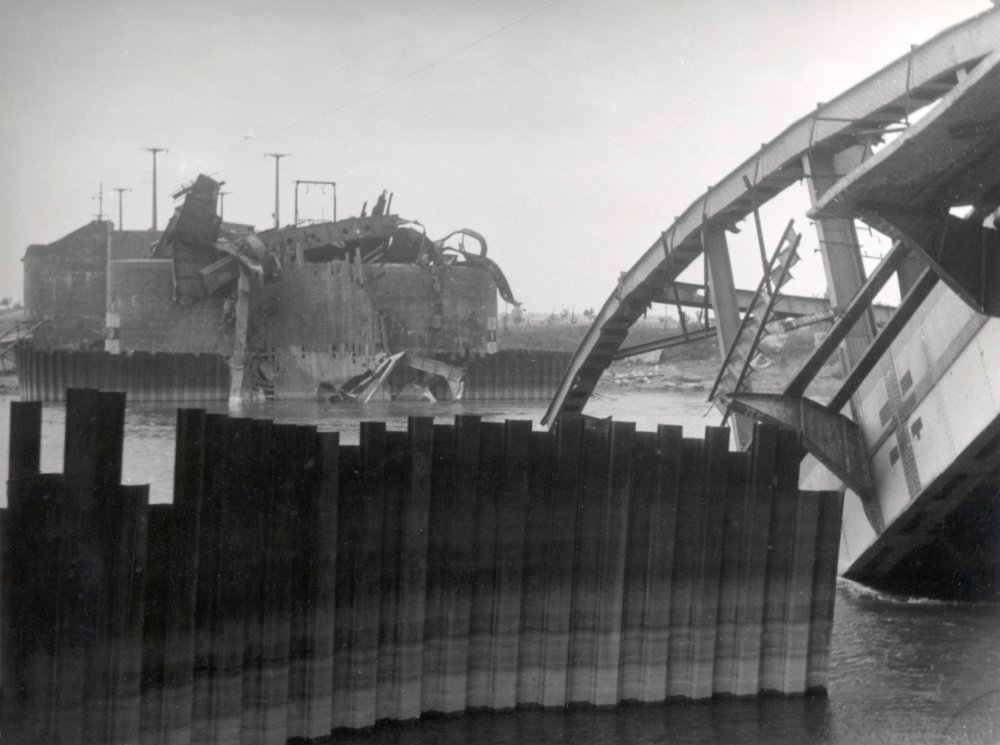
Kapotte brug na de Slag om Arnhem, september 1944

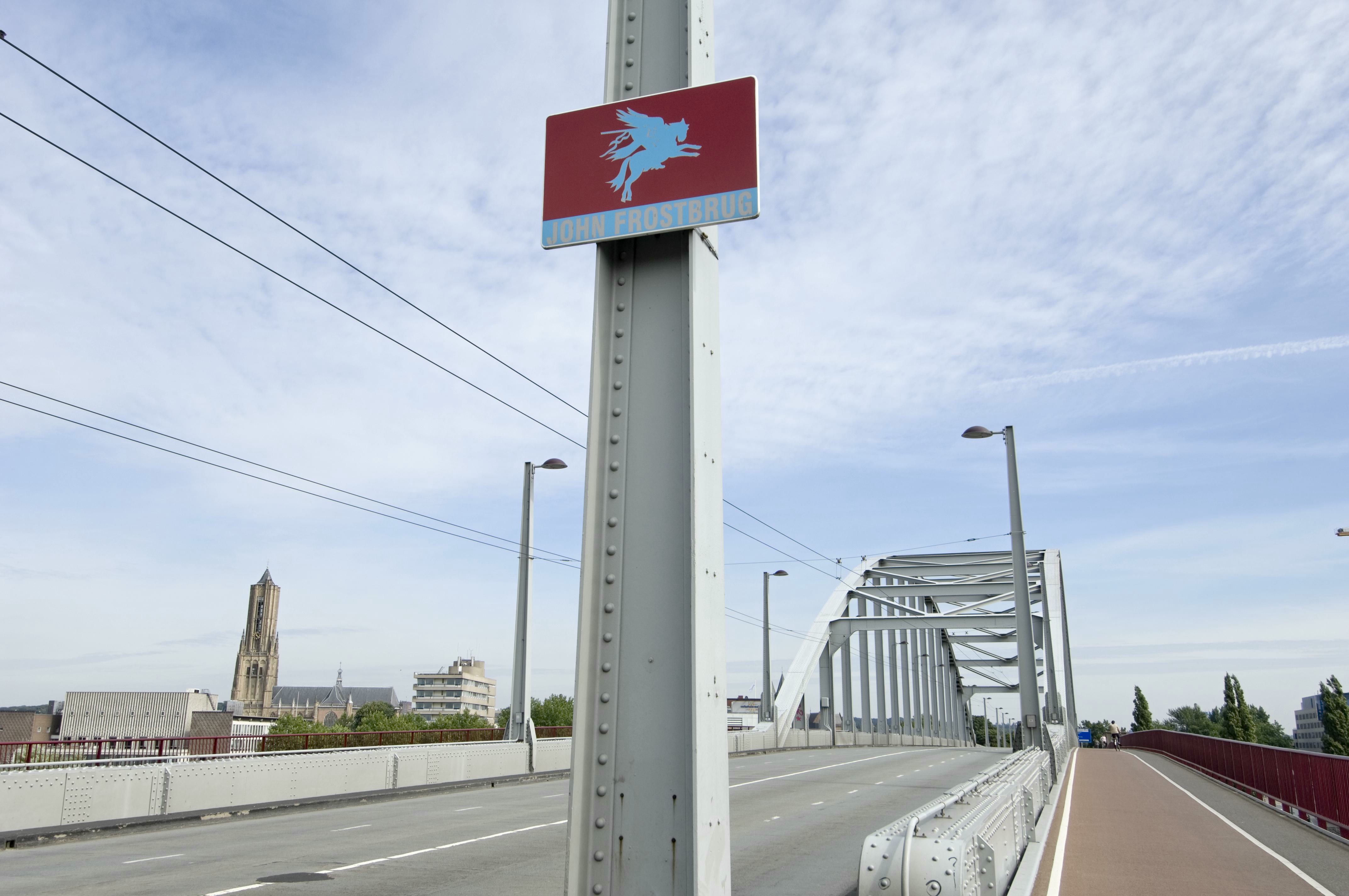
In 1978 werd de brug over de Rijn naar John Frost vernoemd

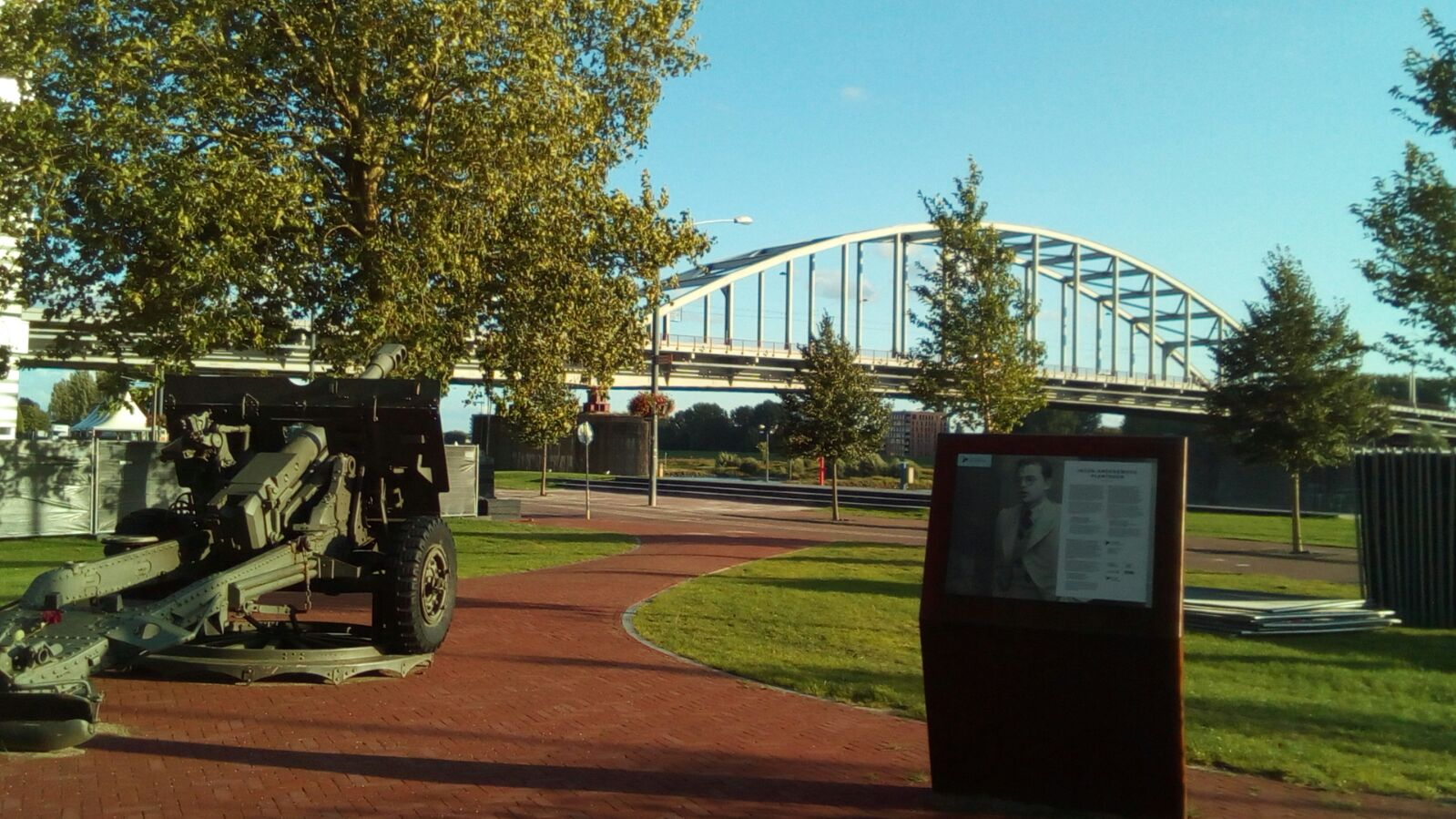
Airbornemonument op het Jacob Groenewoudplantsoen

De John Frostbrug, oorspronkelijk Rijnbrug en in de volksmond Oude Brug, is een verkeersbrug uit 1935 in Arnhem-Centrum over de Nederrijn. Hij speelde in de Tweede Wereldoorlog een belangrijke hoofdrol vanwege de luchtlanding en veldslag van de geallieerde troepen in september 1944, als onderdeel van Operatie Market Garden. De brug werd later vernoemd naar de Engelse luitenant-kolonel John Dutton Frost en is een pelgrimsoord geworden voor veteranen, nabestaanden en andere belangstellenden aangaande de Slag om Arnhem.

## Ligging en verkeer
De brug was de eerste vaste verkeersbrug in Arnhem over de Nederrijn en was een belangrijke schakel in de noord-zuid-verbindingen in Oost-Nederland; iets ten westen van Arnhem lag al wel de 19e-eeuwse Spoorbrug Oosterbeek.
Anno 2025 is het de middelste van drie bruggen en vooral van belang voor verkeer tussen Arnhem-Noord en Arnhem-Zuid via de Nijmeegseweg die langs de oostkant van het oude centrum loopt. Een kleine kilometer westelijker ligt de Nelson Mandelabrug uit 1977 en 2½ kilometer zuidoostelijker ligt de Andrej Sacharovbrug uit 1987, zie ook Lijst van bruggen in Arnhem.

## Geschiedenis
Arnhem heeft vanaf 1603 de Arnhemse schipbrug gekend, maar de verkeersgroei vanaf het begin van de 20e eeuw vroeg om een permanente verbinding over de Nederrijn. Deze werd onder de naam Rijnbrug gebouwd tussen 1932 en 1935 en verbond de Arnhemse binnenstad met de nieuwe uitbreiding, de wijk Malburgen in Arnhem-Zuid. Bij de Duitse invasie in 1940 blies het Nederlandse leger de brug op om de Duitse opmars te vertragen. Na de capitulatie lag er een tijdelijke pontonbrug terwijl de brug werd hersteld. In augustus 1944 was de brug klaar.
Tijdens de Tweede Wereldoorlog werd de stad het toneel van de Slag om Arnhem, een historische luchtlanding en veldslag die van 17 tot 25 september 1944 plaatsvond, als onderdeel van Operatie Market Garden. De brug over de Rijn was de laatste die de geallieerden tijdens Operatie Market Garden in moesten nemen om de weg naar Duitsland open te leggen. De luchtlandingstroepen moesten de brug vanuit het noorden bezetten, terwijl het geallieerde leger vanuit het zuiden optrok. Als enige eenheid van de gelande Britse troepen slaagde het bataljon van John Frost erin de noordzijde van de brug te veroveren. Hierna kwamen zij van twee kanten onder Duits vuur te liggen: van de Duitsers die de zuidzijde van de brug in handen hadden en van de Duitsers die vanaf het noorden het centrum van Arnhem heroverden. De Nederlandse kapitein Jacobus Groenewoud sneuvelde op 18 september toen hij contact wilde maken met de rest van de divisie. Hij kreeg postuum de Militaire Willems-Orde. Een Poolse brigade onder leiding van Stanisław Sosabowski landde later bij Driel (ten zuiden van de Rijn) om verlichting te brengen. Uiteindelijk kwamen de geallieerden uit het zuiden te laat om de brug in handen te nemen. Om te voorkomen dat Duitsers hun posities in de Betuwe weer in zouden nemen, werd de brug vernietigd door de RAF en de USAF. Tijdens de wederopbouw herstelden de Arnhemmers de brug en kon vanaf 1950 weer gebruikt worden door verkeer.
De brug werd op 16 september 1978 vernoemd naar Frost, die als luitenant-kolonel van het tweede bataljon van de 1e Parachutistenbrigade (onderdeel van de 1e Luchtlandingsdivisie) de brug bereikte en er een bruggenhoofd vestigde, maar er niet in slaagde deze geheel op de Duitsers te veroveren. Jaarlijks vindt in september bij de brug een nationaal herdenkingsconcert plaats. De brug is het decor van diverse film; de bekendste is ongetwijfeld A Bridge Too Far. De brug is sinds 2007 een rijksmonument.

## Evenementen
Rondom de brug vinden diverse evenementen plaats, zoals Free Your Mind en het ASM Festival. Ook is de brug onderdeel van het hardloopevenement Bridge to Bridge. Sinds 2014 vindt jaarlijks The Bridge to Liberation, een nationaal herdenkingsconcert, plaats bij de John Frostbrug.
Op 8 mei 1995 vond hier het World Liberty Concert plaats, ter ere van de vijftigste viering van de bevrijding van Europa. Het is het grootste herdenkingsconcert ooit gehouden in Nederland.
In 2016 begon de Giro d'Italia in Gelderland. In de 2e en 3e etappe van de Giro kwam het peloton over de John Frostbrug.

## Informatiecentrum Airborne at the Bridge
Airborne at the Bridge is een informatiecentrum tegenover de John Frostbrug. De exploitatie en inrichting is verzorgd door het Airborne Museum ‘Hartenstein’. In het informatiecentrum ontdek je het hele verhaal over de Slag om Arnhem. Bezoekers kunnen gratis voorwerpen bekijken en naar verhalen luisteren die te maken hebben met de slag. Ook met behulp van een 3D-presentatie kunnen bezoekers de landingen van de parachutisten, de opmars naar de brug, de nederlaag van de Britten en de vluchtelingenstroom die op gang kwam in Arnhem virtueel meemaken.

## Monumenten
Rondom de John Frostbrug zijn een aantal monumenten geplaatst. Aan de noordelijke oprit van de brug staan 2 bunkers uit de oorlog. Vanaf hier loopt een trap naar beneden. Op deze trap en in de bunker zijn nog steeds kogelgaten te zien. In de bunker staat ook een monument ter nagedachtenis aan de soldaten die hier gesneuveld zijn. Op een gedenkplaat staat in het Engels de oorlogsgeschiedenis van deze brug beschreven.
Tegenover de brug staat het verzetsmonument, ontworpen door de ontwerper Jouke Hoogland en de dichter Jos Pauw. De tekst ‘De meeste mensen zwijgen, een enkeling stelt een daad’ karakteriseert het verzet. Zij is gesteld in de tegenwoordige tijd om niet alleen te duiden naar het verzet in de Tweede Wereldoorlog, maar om ook toepasbaar te zijn op elke daad van verzet in het heden en in de toekomst.
Op het Jacob Groenewoudplantsoen vindt men een aantal plaquettes en objecten die aan de gevechten uit de Tweede Wereldoorlog herinneren. Tussen deze plaquettes in vindt men een aantal bankjes, al waaruit de mensen een mooi zicht hebben op de brug.
Aan de voet van de John Frostbrug ligt het Airborneplein. In het midden van het plein bevindt zich het Airborne Monument dat het belangrijkste monument bij de jaarlijkse herdenking van de Slag om Arnhem is.
In de uiterwaarden van Malburgen, aan de zuidoostkant van de John Frostbrug, staat een gedenkteken. Het bestaat uit een restant van de tweede Rijnbrug dat op een voetstuk is geplaatst. Het stuk staal werd in 2018 gevonden bij een archeologisch onderzoek op het Coberco-terrein. De vondst werd bewaard als herinnering aan de oorlog en vormt nu een monument.

### Diefstal

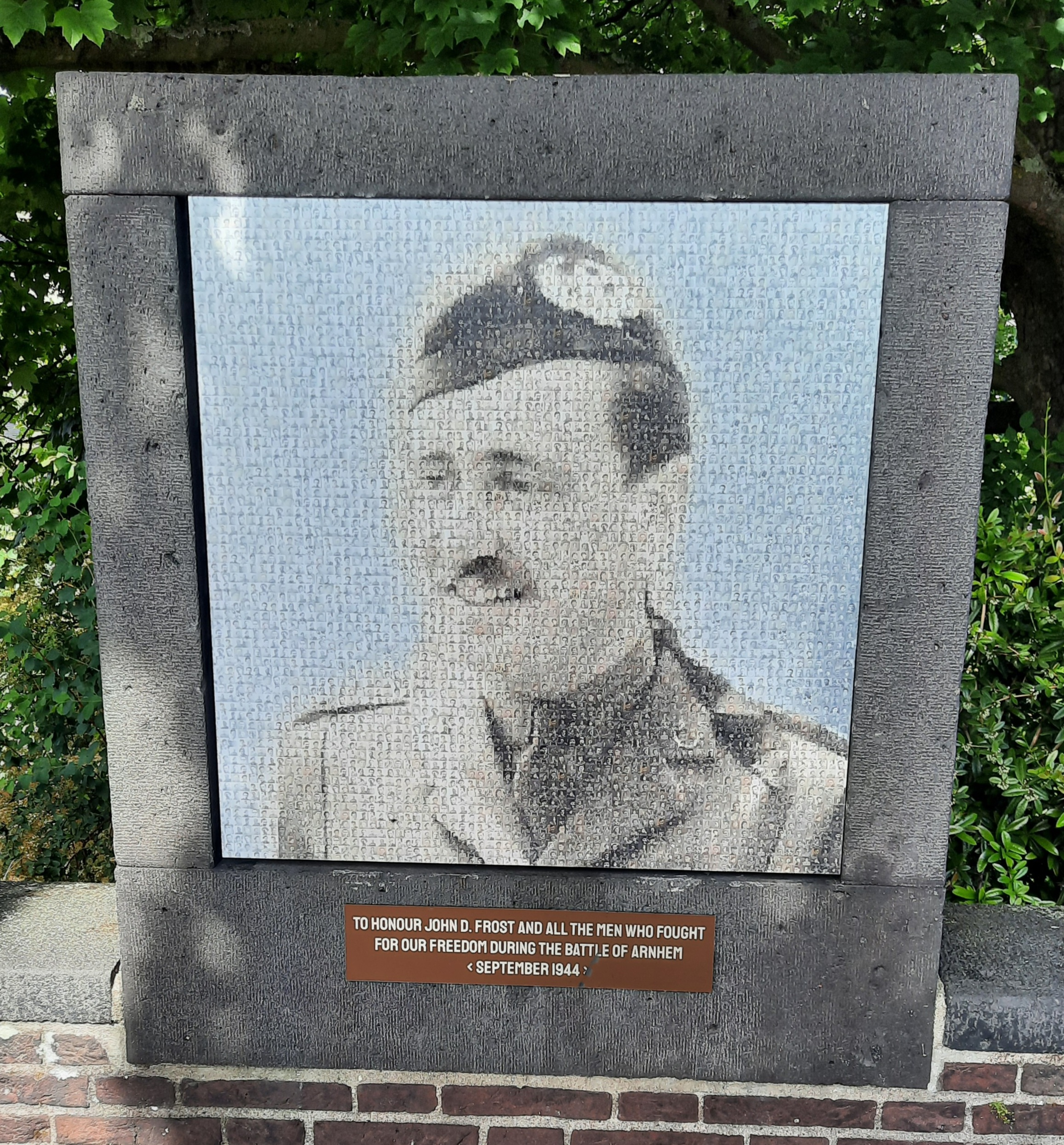
De vervangende herdenkingsplaat werd op 4 mei 2025 in het frame van het herdenkingsmonument geplaatst.

In april 2025 bleek dat een plaquette ter ere van John Frost verdwenen was, die zich aan het begin van de brug bevond. De gemeente liet weten aangifte te doen van diefstal. Een wethouder noemde de brug daarbij "de meest heilige plek van Arnhem". De dochter van Frost reageerde geschokt op de diefstal. In mei 2025 liet het BNNVARA-programma Even tot hier een nieuwe herdenkingsplaat maken. Foto's van ruim 700 soldaten die onder leiding van Frost stonden werden samen tot het gezicht van Frost gemaakt. De nieuwe plaquette werd uiteindelijk op de plek gehangen van de verdwenen versie. Op 7 juni 2025 bleek ook de vervangende plaquette verdwenen te zijn uit de omlijsting. Deze werd even verderop teruggevonden en men ging uit vandalisme, maar vermoedelijk was zij losgeraakt door regen.
De koperen plaquette, samen met diens basalten ombouw, zijn onderdeel van de aanwijzing van de brug als Rijksmonument uit 2010.

## Trivia
- De leuning van de brug is herschilderd in een bordeauxrode kleur, de achtergrondkleur van het wapenschild of embleem van de Britse 1e Luchtlandingsdivisie. Deze divisie landde bij Arnhem in 1944 met als doel de brug in te nemen.
- Voor de filmopnamen in de zomer van 1976 van Een brug te ver was de situatie rondom de John Frostbrug dermate gewijzigd door de naoorlogse bebouwing, dat werd besloten de opnames te verplaatsen naar een soortgelijke brug, de Wilhelminabrug bij Deventer.

## Galerij

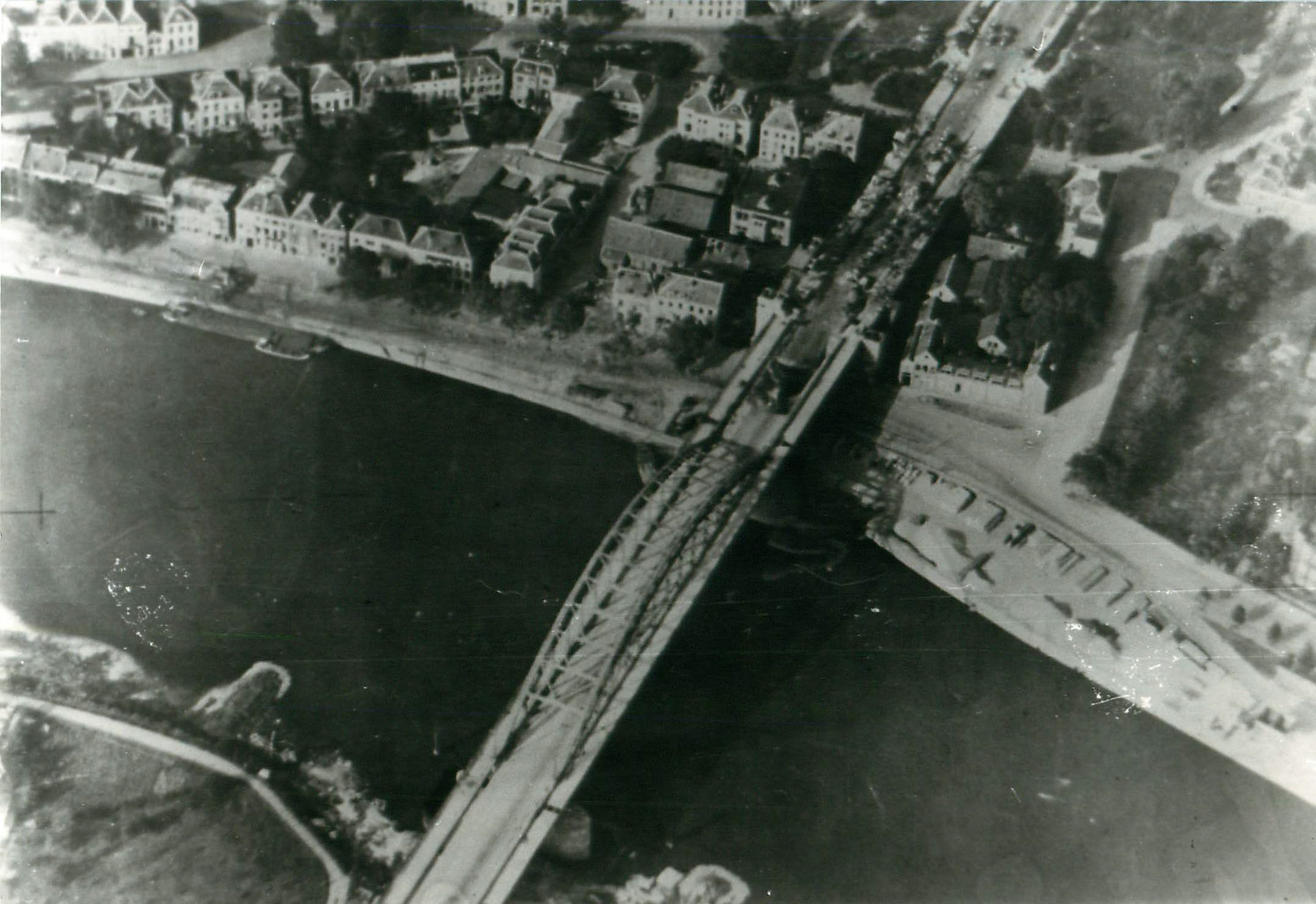
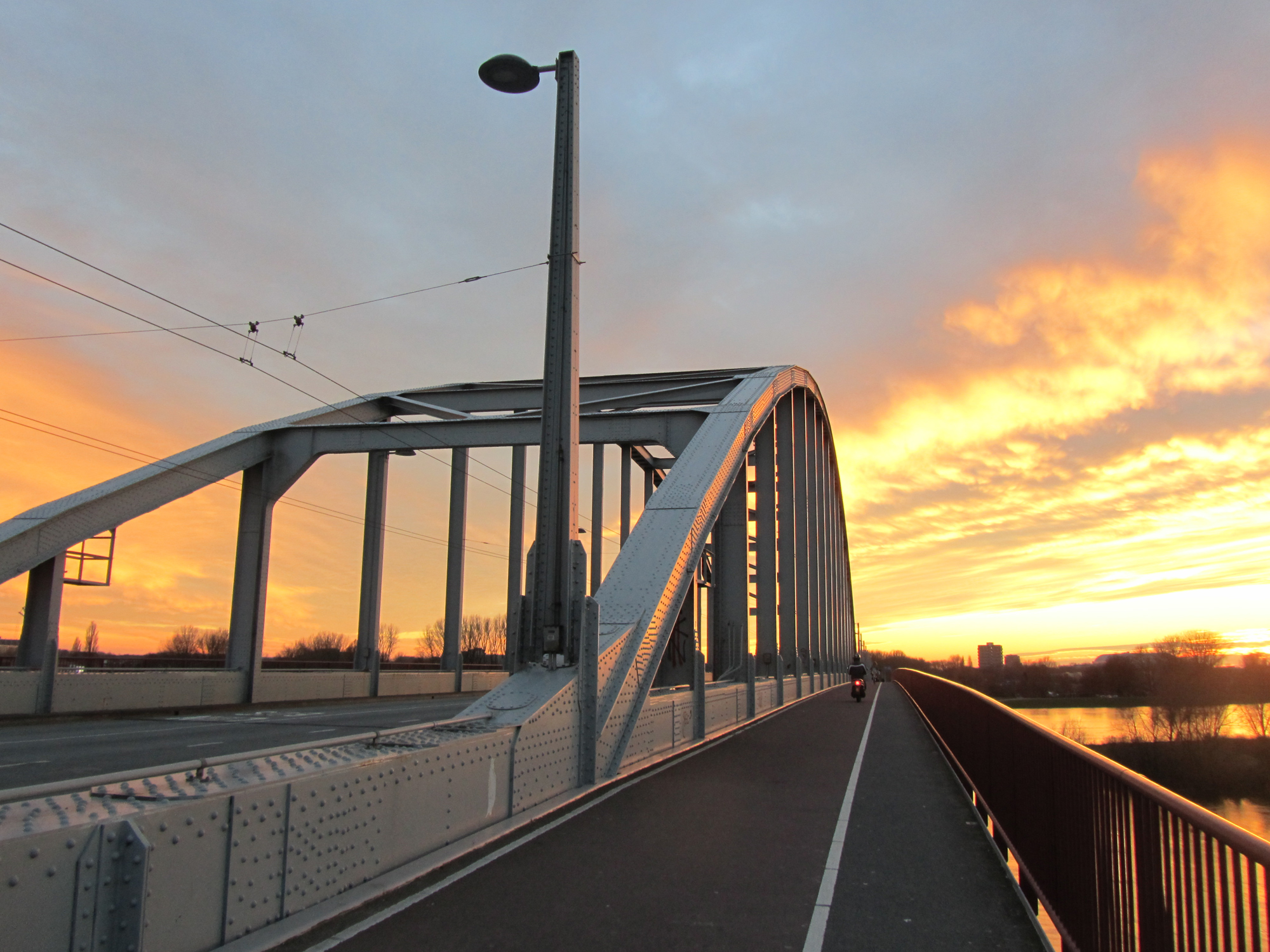
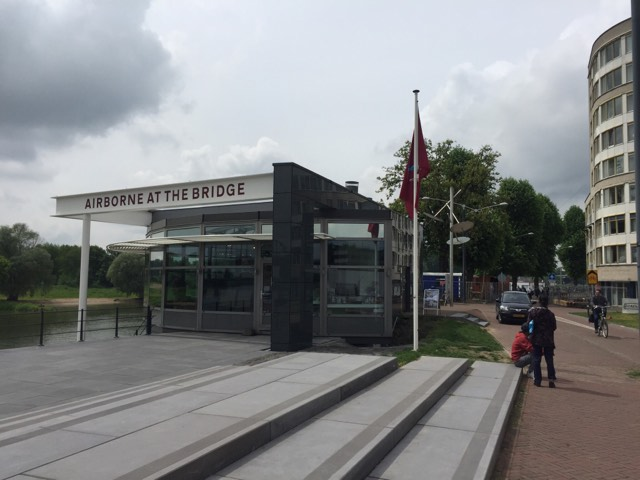
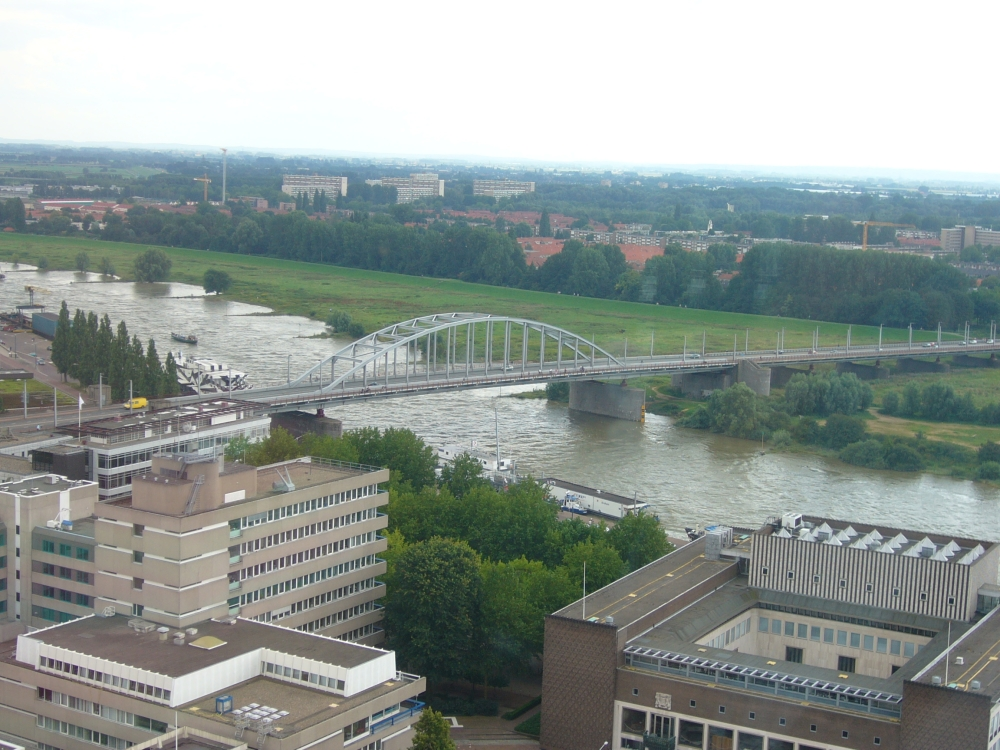
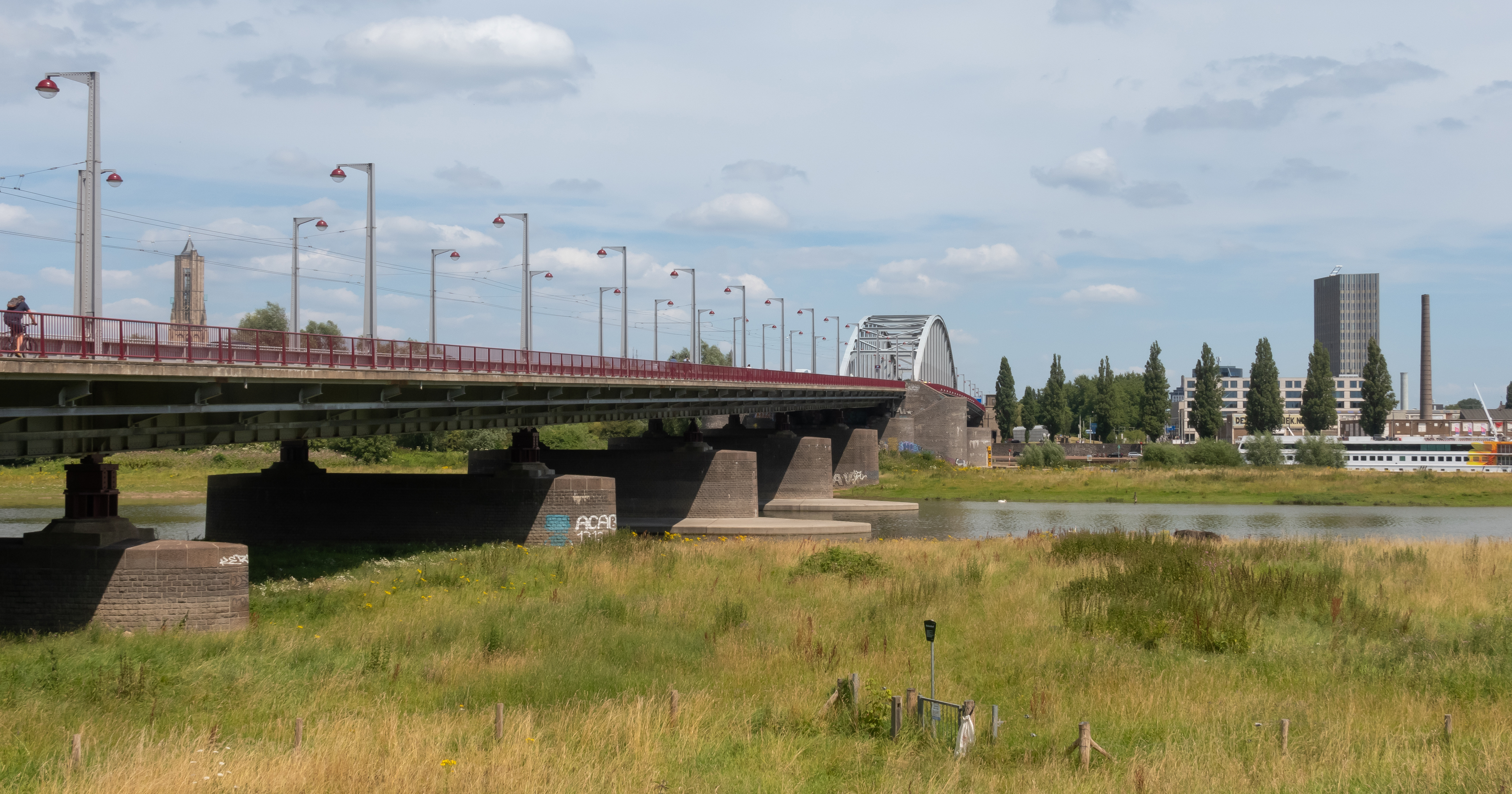
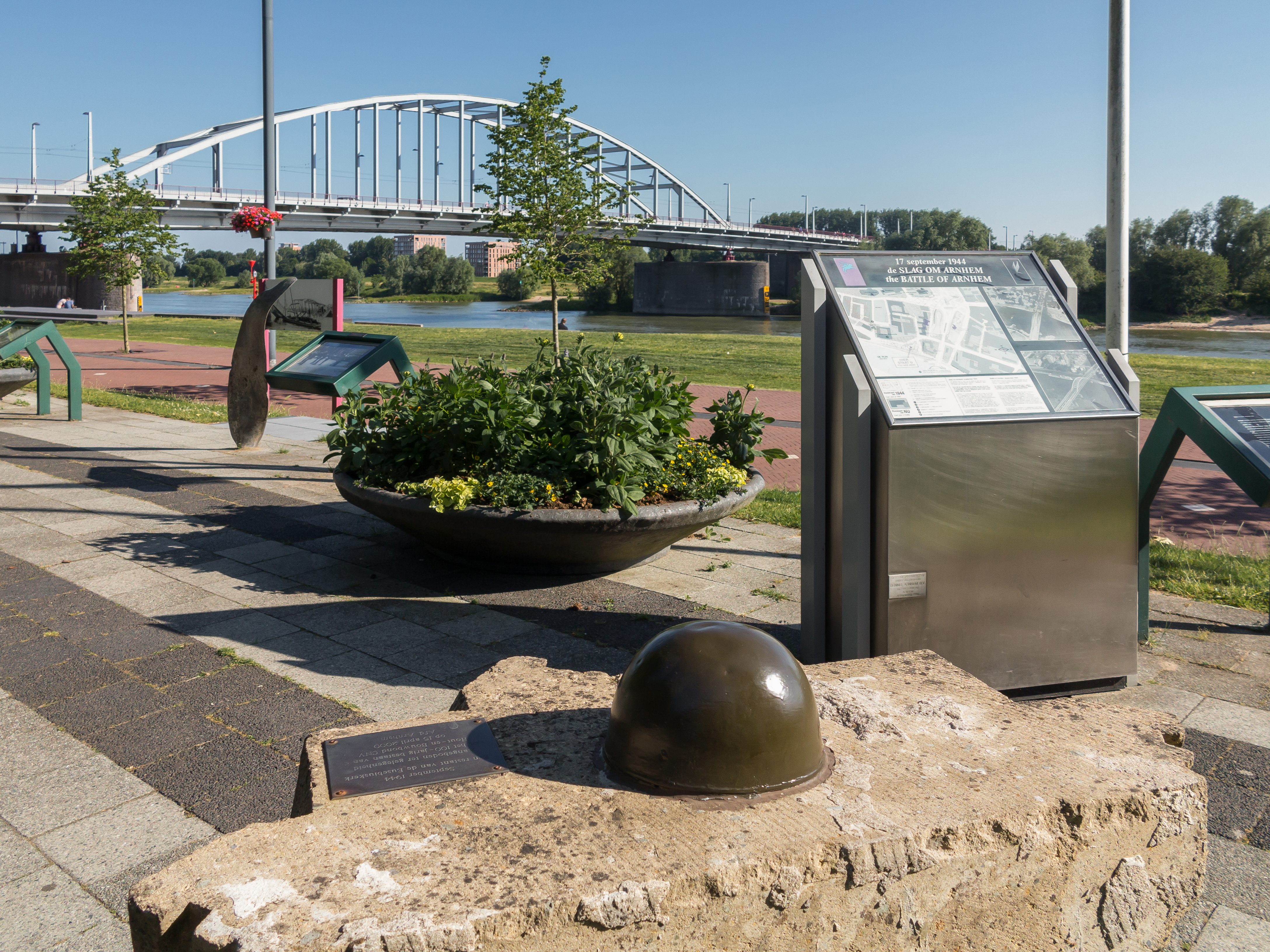
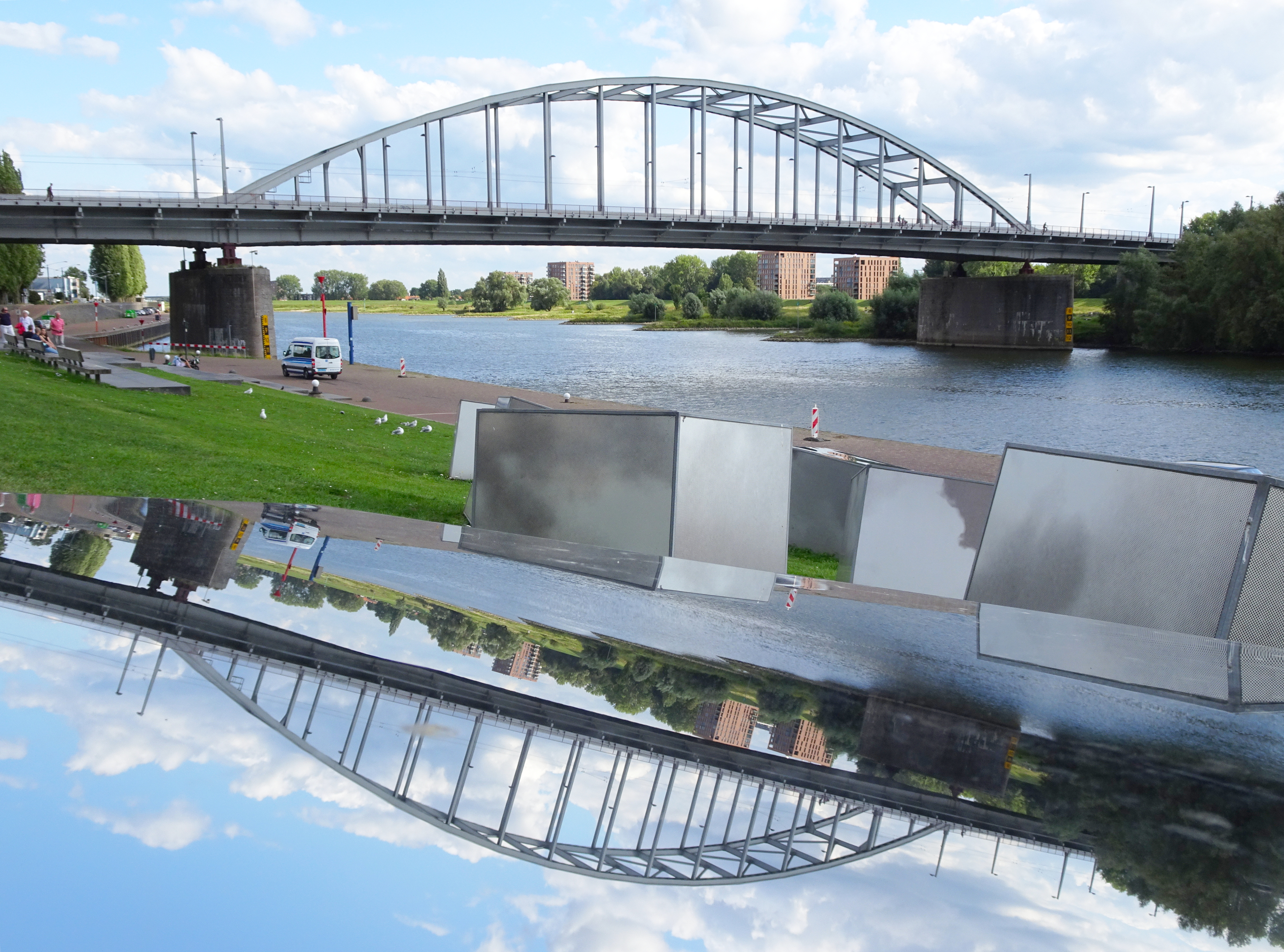